# Oudtshoorn (gmina)
Oudtshoorn – gmina w Republice Południowej Afryki, w Prowincji Przylądkowej Zachodniej, w dystrykcie Eden. Siedzibą administracyjną gminy jest Oudtshoorn.